# علف‌بیدان
علف‌بیدان (نام علمی: Crambidae) نام یک تیره از زیرراسته پیچ‌زبانان است. شاپرک زوج استخوان و شاپرک تاج گل از گونه‌های این تیره هستند.